# سهوب الشرق الأوسط

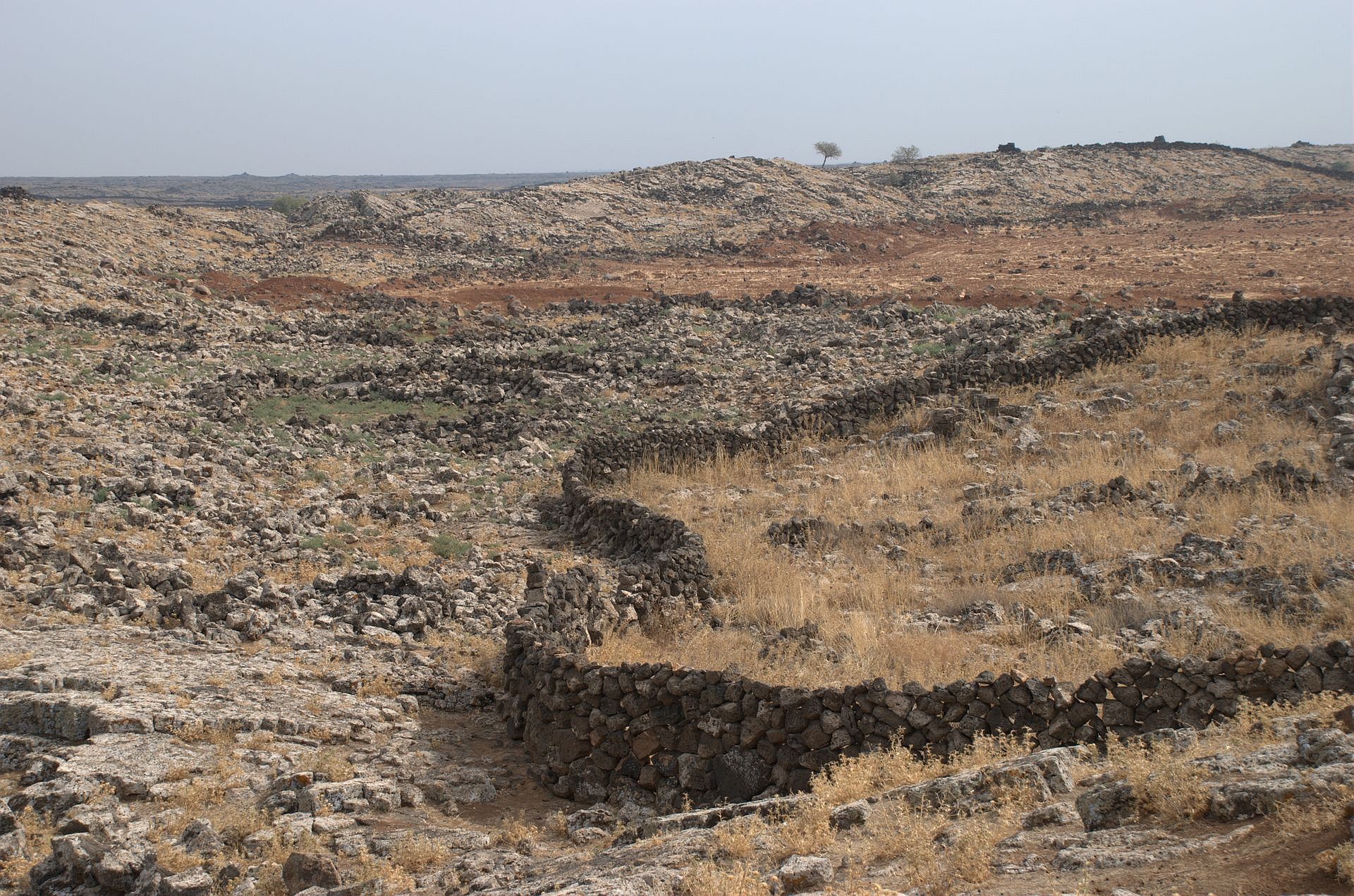

تمتد المنطقة البيئية لسهوب الشرق الأوسط (WWF ID: PA0812) في قوس من جنوب الأردن عبر سوريا والعراق إلى الحدود الغربية لإيران. تهيمن السهول العليا لنهري دجلة والفرات على معظم المنطقة البيئية. التضاريس في الغالب شجيرة السهوب المفتوحة. المناخ جاف (أقل من 250 مم من الأمطار سنوياً). والدليل على ذلك أن هذه المنطقة كانت مرة أخرى عبارة عن سهوب غابات ، ولكن قرونًا من الرعي الجائر وجمع الحطب قلل من غطاء الأشجار والأعشاب إلى مناطق صغيرة وعلى طول ممرات النهر. على الرغم من الحالة المتدهورة لبيئة السهوب ، فإن المنطقة البيئية مهمة للطيور المائية حيث توفر الأنهار والخزانات موطنًا في المنطقة القاحلة.

## الموقع والوصف
تقع معظم المنطقة البيئية في أعالي سوريا والعراق ، بامتداد رفيع عبر غرب الأردن الذي يصل تقريبًا إلى خليج العقبة في الجنوب ، ويكاد يلامس الحدود مع إيران في الشرق. التضاريس عبارة عن سهول أو تلال منبسطة ، ويبلغ متوسط ارتفاعها 468 متر (1,535 قدم) . المنطقة البيئية إلى الجنوب هي صحراء شجيرة بلاد ما بين النهرين ، وإلى الشمال توجد منطقة غابات شرق البحر الأبيض المتوسط الصنوبرية - الصلبة - عريضة الأوراق .

## مناخ
مناخ المنطقة البيئية هو مناخات شبه قاحلة ساخنة ( تصنيف مناخ كوبن (مناخ شبه القاحل ). هذا المناخ هو سمة من سمات السهوب ، مع صيف حار وشتاء بارد أو معتدل ، وانخفاض هطول الأمطار. متوسط أبرد الشهور فوق 0 °م (32 °ف) . متوسط هطول الأمطار أقل من 200 ملم / سنة.

## النباتات والحيوانات
المنطقة عبارة عن سهوب شجرية ، تعبرها الغابات النهرية في بعض الأماكن. في التربة العميقة غير المالحة ، تكون الشجيرات السائدة هي الشيح الأبيض ( شيح ابيض ) ، المرتبط بالبلو جراس بصلي الشكل ( قبأ بصيلي ) . التربة الحجرية تدعم سكوباريا حمادة . المناطق القريبة من الدعم المائي ( أثل ) وحور الفرات والقصب ( قيصوب ) .  في المناطق الأقل كثافة سكانية ذات الغطاء النباتي ، تم العثور على بعض الثدييات الكبيرة ، بما في ذلك الغرير الأوروبي ( ميليس ميليس ) ، والخنزير البري ( سوس سكروفا ) ، والغزال العربي المعرض للخطر ( غزال الريم ) .
بالنسبة للطيور المائية المهاجرة ، يعتبر وادي نهر الفرات بمثابة طريق هجرة رئيسي بين الأراضي الرطبة في تركيا والأراضي الرطبة في العراق. تعتمد العديد من هذه الأنواع على مزيج من الأراضي الرطبة وموائل الصحراء القاحلة. تشمل الطيور في المنطقة البيئية ذات الأهمية الحفظية الحبارى المعرضة للخطر ( حبار أفريقي ) والحبارى الكبير الضعيف ( حباري كبري ) والحبارى الصغير  .

## مناطق محمية
أقل من 1٪ من المنطقة البيئية محمية رسميًا. تشمل هذه المناطق المحمية:
- محمية الوجيب الطبيعية (الأردن)
- محمية ضانا للمحيط الحيوي (الأردن)
- محمية فيفا الطبيعية (الأردن)